# Danh sách tập phim Fairy Tail
Fairy Tail là một series anime được chuyển thể từ manga cùng tên của Mashima Hiro. Được sản xuất bởi A-1 Pictures và Satelight với Ishihira Shinji đạo diễn, được phát sóng trên TV Tokyo từ ngày 12 tháng 10 năm 2009 đến 30 tháng 3 năm 2013  Sau đó tiếp tục được lên sóng từ 5 tháng 4 năm 2014, và kết thúc vào 26 tháng 3 năm 2016. Mùa cuối cùng ra mắt từ 7 tháng 10 năm 2018. Tác phẩm xoay quanh chuyến phiêu lưu của Natsu Dragneel, một thành viên của Hội pháp sư Fairy Tail đi tìm người cha nuôi của mình - một con rồng có tên Igneel và trở thành bạn đồng hành với Lucy Heartfilia, một Tinh Linh ma đạo sĩ.
Series sử dụng tổng cộng 52 ca khúc chủ đề khác nhau: 26 bài hát mở đầu và 26 bài hát kết thúc. Những đĩa CD riêng lẻ chứa các bài hát chủ đề và soundtrack khác đều được phát hành bởi Pony Canyon và Avex Group. DVD sưu tập đầu tiên được phát hành vào 29 tháng 1 năm 2010, với vol riêng lẻ được phát hành hàng tháng. Animax Đông Nam Á đã phát sóng một phần của loạt phim bằng tiếng Anh.
Năm 2011, Funimation đã cấp phép phát hành mùa đầu tiên tại Bắc Mỹ bằng tiếng Anh. Các tập được Funimation lồng tiếng đã phát sóng trên Funimation Channel.  Bộ DVD đầu tiên gồm 12 tập được phát hành vào 22 tháng 11 năm 2011. Các bộ DVD tiếp theo cũng với dung lượng tương tự, với 14 bộ được phát hành kể từ 2 tháng 12 năm 2014. Funimation cũng có giấy phép phát sóng mùa mới của xê-ri.
Tại Việt Nam, vào năm 2014 kênh HTV3 đã mua được bản quyền của bộ anime này và trình chiếu trên kênh vào ngày 25 tháng 5 với tên gọi: "Hội Pháp sư - Fairy Tail". Sau mùa đầu tiên với 48 tập phim, kênh tạm ngưng phát sóng một thời gian rồi phát sóng tiếp 52 tập mới từ 8 tháng 10 năm 2015. Đến tập 100 lại tiếp tục tạm ngưng rồi công chiếu trở lại từ tháng 3 năm 2016 với 126 tập tiếp theo.

## Danh sách tập

### Mùa 1 (2009–10)
| #  | Tên tập phim                                                                                 | Ngày phát sóng gốc   | Ngày phát sóng tiếng Việt |
| -- | -------------------------------------------------------------------------------------------- | -------------------- | ------------------------- |
| 1  | "Yêu tinh cừu vĩ" "Yōsei no Shippo" (妖精の尻尾)                                             | 12 tháng 10 năm 2009 | 25 tháng 5 năm 2014       |
| 2  | "Hoả Long, Khỉ và Bò" "Karyū to Saru to Ushi" (火竜と猿と牛)                                 | 19 tháng 10 năm 2009 | 25 tháng 5 năm 2014       |
| 3  | "Thâm nhập vào dinh thự Everlue" "Sennyū Seyo!! Ebarū Yashiki!!" (潛入せよ!! エバルー屋敷!!) | 26 tháng 10 năm 2009 | 1 tháng 6 năm 2014        |
| 4  | "Gửi Kaby thân yêu!" "Shin'ai Naru Kābi e" (DEAR KABY 〜親愛なるカービィへ〜)                | 2 tháng 11 năm 2009  | 1 tháng 6 năm 2014        |
| 5  | "Giáp ma đạo sĩ" "Yoroi no Madōshi" (鎧の魔導士)                                             | 9 tháng 11 năm 2009  | 8 tháng 6 năm 2014        |
| 6  | "Yêu tinh trong gió" "Yōsei-tachi wa Kaze no Naka" (妖精たちは風の中)                        | 16 tháng 11 năm 2009 | 8 tháng 6 năm 2014        |
| 7  | "Lửa và gió" "Honō to Kaze" (炎と風)                                                         | 23 tháng 11 năm 2009 | 15 tháng 6 năm 2014       |
| 8  | "Đội mạnh nhất" "Saikyō Chīmu!!!" (最強チーム!!!)                                            | 30 tháng 10 năm 2009 | 15 tháng 6 năm 2014       |
| 9  | "Natsu và ngôi làng kì lạ" "Natsu, Mura o Kū" (ナツ､ 村を食う)                               | 7 tháng 12 năm 2009  | 22 tháng 6 năm 2014       |
| 10 | "Natsu đấu với Erza" "Natsu vs. Eruza" (ナツ vs. エルザ)                                     | 14 tháng 12 năm 2009 | 22 tháng 6 năm 2014       |
| 11 | "Câu chuyện hòn đảo bị nguyền rủa" "Norowareta Shima" (呪われた島)                           | 21 tháng 12 năm 2009 | 29 tháng 6 năm 2014       |
| 12 | "Giọt trăng" "Mūn Dorippu" (月の雫（ムーンドリップ）)                                        | 4 tháng 1 năm 2010   | 29 tháng 6 năm 2014       |
| 13 | "Natsu đấu với Yuka sóng âm" "Natsu vs. Hadō no Yūka" (ナツ vs. 波動のユウカ)                | 11 tháng 1 năm 2010  | 6 tháng 7 năm 2014        |
| 14 | "Làm những việc cần phải làm" "Katte ni Shiyagare!!" (勝手にしやがれ!!)                      | 18 tháng 1 năm 2010  | 6 tháng 7 năm 2014        |
| 15 | "Ma thuật vĩnh cửu" "Eien no Mahō" (永遠の魔法)                                              | 25 tháng 1 năm 2010  | 13 tháng 7 năm 2014       |
| 16 | "Đảo Galuna! Trận chiến quyết định" "Garuna-tō, Saishū Kessen" (ガルナ島 最終決戦)           | 1 tháng 2 năm 2010   | 13 tháng 7 năm 2014       |
| 17 | (BURST)                                                                                      | 8 tháng 2 năm 2010   | 20 tháng 7 năm 2014       |
| 18 | "Bay cao! Chạm tới bầu trời" "Todoke, Ano Sora ni" (届け あの空に)                           | 15 tháng 2 năm 2010  | 20 tháng 7 năm 2014       |
| 19 | "Thiếc nhẫn hoán đổi" "Chenjiringu" (チェンジリング)                                         | 22 tháng 2 năm 2010  | 27 tháng 7 năm 2014       |
| 20 | "Natsu và quả trứng rồng" "Natsu to Doragon no Tamago" (ナツとドラゴンの卵)                  | 1 tháng 3 năm 2010   | 27 tháng 7 năm 2014       |
| 21 | "Người điều khiển hội Phantom" "Yūki no Shihaisha" (幽鬼の支配者)                            | 8 tháng 3 năm 2010   | 3 tháng 8 năm 2014        |
| 22 | "Lucy Heartfilia" "Rūshii Hātofiria" (ルーシィ・ハートフィリア)                              | 15 tháng 3 năm 2010  | 3 tháng 8 năm 2014        |
| 23 | "15 phút" "Jūgo-fun" (15分)                                                                  | 22 tháng 3 năm 2010  | 10 tháng 8 năm 2014       |
| 24 | "Để không ai nhìn thấy giọt nước mắt ấy" "Sono Namida o Minai Tame ni" (その涙を見ない為に)  | 29 tháng 3 năm 2010  | 10 tháng 8 năm 2014       |
| 25 | "Bông hoa kì lạ nở dưới trời mưa" "Ame no Naka ni Saku Hana" (雨の中に咲く華)                | 12 tháng 4 năm 2010  | 17 tháng 8 năm 2014       |
| 26 | "Đôi cánh lửa" "Honō no Tsubasa" (炎の翼)                                                    | 19 tháng 4 năm 2010  | 17 tháng 8 năm 2014       |
| 27 | "Hai chiến binh rồng" "Futari no Doragon Sureiyā" (二人の滅竜魔導士（ドラゴンスレイヤー）)   | 26 tháng 4 năm 2010  | 24 tháng 8 năm 2014       |
| 28 | "Luật Fairy" "Fearī Rō" (フェアリーロウ)                                                     | 3 tháng 5 năm 2010   | 24 tháng 8 năm 2014       |
| 29 | "Quyết định của tôi" "Atashi no Ketsui" (あたしの決意)                                       | 10 tháng 5 năm 2010  | 31 tháng 8 năm 2014       |
| 30 | "Thế hệ tiếp theo" (NEXT GENERATION)                                                         | 17 tháng 5 năm 2010  | 31 tháng 8 năm 2014       |
| 31 | "Ngôi sao không thể trở về bầu trời" "Sora ni Modorenai Hoshi" (空に戻れない星)              | 24 tháng 5 năm 2010  | 7 tháng 9 năm 2014        |
| 32 | "Tinh Linh Vương" "Seirei-ō" (星霊王)                                                        | 31 tháng 5 năm 2010  | 7 tháng 9 năm 2014        |
| 33 | "Tháp Thiên Đường" "Rakuen no Tō" (楽園の塔)                                                 | 7 tháng 6 năm 2010   | 14 tháng 9 năm 2014       |
| 34 | "Jellal" "Jerāru" (ジェラール)                                                               | 21 tháng 6 năm 2010  | 14 tháng 9 năm 2014       |
| 35 | "Âm thanh trong đêm" "Yami no Koe" (闇の声)                                                  | 28 tháng 6 năm 2010  | 21 tháng 9 năm 2014       |
| 36 | "Trò chơi thiên đường" "Rakuen Gēmu" (楽園ゲーム)                                            | 5 tháng 7 năm 2010   | 21 tháng 9 năm 2014       |
| 37 | "Bộ giáp cho trái tim" "Kokoro no Yoroi" (心の鎧)                                            | 12 tháng 7 năm 2010  | 28 tháng 9 năm 2014       |
| 38 | "Vận mệnh" "Desutinī" (運命)                                                                 | 19 tháng 7 năm 2010  | 28 tháng 9 năm 2014       |
| 39 | "Lời cầu nguyện với ánh sáng thần thánh" "Seinaru Hikari ni Inori o" (聖なる光に祈りを)      | 26 tháng 7 năm 2010  | 5 tháng 10 năm 2014       |
| 40 | "Titania gục ngã" "Titānia, Chiru" (妖精女王､ 散る)                                          | 2 tháng 8 năm 2010   | 5 tháng 10 năm 2014       |
| 41 | "Về nhà" (HOME)                                                                              | 9 tháng 8 năm 2010   | 12 tháng 10 năm 2014      |
| 42 | "Trận đấu của Fairy Tail" "Batoru obu Fearī Teiru" (バトル・オブ・フェアリーテイル)          | 16 tháng 8 năm 2010  | 12 tháng 10 năm 2014      |
| 43 | "Đánh bại đồng đội để cứu đồng đội" "Tomo no Tame ni Tomo o Ute" (友の為に友を討て)          | 23 tháng 8 năm 2010  | 19 tháng 10 năm 2014      |
| 44 | "Lôi Thần Điện" "Kaminari Den" (神鳴殿)                                                      | 30 tháng 8 năm 2010  | 19 tháng 10 năm 2014      |
| 45 | "Dòng dõi Satan" "Satan Kōrin" (サタン降臨)                                                  | 6 tháng 9 năm 2010   | 26 tháng 10 năm 2014      |
| 46 | "Đột kích tại Thánh đường Kardia" "Gekitotsu! Karudia Daiseidō" (激突! カルディア大聖堂)     | 13 tháng 9 năm 2010  | 26 tháng 10 năm 2014      |
| 47 | "Bộ ba diệt rồng" "Toripuru Doragon" (トリプル ドラゴン)                                     | 20 tháng 9 năm 2010  | 2 tháng 11 năm 2014       |
| 48 | "Fantasia" "Fantajia" (幻想曲)                                                               | 27 tháng 9 năm 2010  | 2 tháng 11 năm 2014       |

### Mùa 2 (2010–11)
| #  | Tên tập phim | Ngày phát sóng gốc   | Ngày phát sóng tiếng Việt |
| -- | --- | -------------------- | ------------------------- |
| 49 | "Ngày của cuộc gặp gỡ định mệnh" "Unmei no Deai no Hi" (運命の出会いの日)                                                                  | 11 tháng 10 năm 2010 | 8 tháng 10 năm 2015       |
| 50 | "Nhiệm vụ đặc biệt cẩn thận với những người mà bạn thích" "Tokubetsu Irai. Kini Naru Kare ni Chūi Seyo!" (特別依頼。気になる彼に注意せよ!) | 18 tháng 10 năm 2010 | 12 tháng 10 năm 2015      |
| 51 | "Tình yêu và Lucky" (LOVE & LUCKY) | 25 tháng 10 năm 2010 | 13 tháng 10 năm 2015      |
| 52 | "Liên minh Forest tập trung lại nào" "Rengōgun, Shūketsu!" (連合軍､ 集結!)                                                                 | 1 tháng 11 năm 2010  | 14 tháng 10 năm 2015      |
| 53 | "Oracion Seis xuất hiện" "Orashion Seisu Arawaru!" (六魔将軍現る!)                                                                         | 8 tháng 11 năm 2010  | 15 tháng 10 năm 2015      |
| 54 | "Thiên không vu nữ Wendy" "Tenkū no Miko" (天空の巫女)                                                                                     | 15 tháng 11 năm 2010 | 19 tháng 10 năm 2015      |
| 55 | "Cô gái và bóng ma" "Shōjo to Bōrei" (少女と亡霊)                                                                                          | 22 tháng 11 năm 2010 | 20 tháng 10 năm 2015      |
| 56 | "Đường đua tử thần" "Deddo Guran Puri" (デッドGP)                                                                                          | 29 tháng 11 năm 2010 | 21 tháng 10 năm 2015      |
| 57 | "Bóng tối" "Yami" (闇) | 6 tháng 12 năm 2010  | 22 tháng 10 năm 2015      |
| 58 | "Tinh linh hợp chiến" "Seirei Gassen" (星霊合戦)                                                                                           | 13 tháng 12 năm 2010 | 26 tháng 10 năm 2015      |
| 59 | "Hồi ức của Jellal" "Tsuioku no Jerāru" (追憶のジェラール)                                                                                 | 20 tháng 12 năm 2010 | 27 tháng 10 năm 2015      |
| 60 | "Ranh giới của sự hủy diệt" "Hametsu no Kōshin" (破滅の行進)                                                                               | 27 tháng 12 năm 2010 | 28 tháng 10 năm 2015      |
| 61 | "Natsu đấu với Cobra" "Chōkūchūsen! Natsu vs. Cobra" (超空中戦! ナツ vs. コブラ)                                                           | 10 tháng 1 năm 2011  | 29 tháng 10 năm 2015      |
| 62 | "Jura vị thánh thứ 10" "Seiten no Jura" (聖十のジュラ)                                                                                     | 17 tháng 1 năm 2011  | 2 tháng 11 năm 2015       |
| 63 | "Những lời em nói" "Kimi no Kotoba Koso" (君の言葉こそ)                                                                                    | 24 tháng 1 năm 2011  | 3 tháng 11 năm 2015       |
| 64 | "Zero" (ゼロ) | 31 tháng 1 năm 2011  | 4 tháng 11 năm 2015       |
| 65 | "Từ thiên mã tới chu tiên" "Tenma Kara Yōsei-tachi e" (天馬から妖精たちへ)                                                                 | 7 tháng 2 năm 2011   | 5 tháng 11 năm 2015       |
| 66 | "Sức mạnh tư tưởng" "Omoi no Chikara" (想いの力)                                                                                           | 14 tháng 2 năm 2011  | 9 tháng 11 năm 2015       |
| 67 | "Đã có em ở đây" "Watashi ga Tsuiteru" (私がついている)                                                                                    | 21 tháng 2 năm 2011  | 10 tháng 11 năm 2015      |
| 68 | "Có một hội tồn tại vì một người" "Tatta Hitori no Tame no Girudo" (たった一人の為のギルド)                                                | 28 tháng 2 năm 2011  | 11 tháng 11 năm 2015      |
| 69 | "Tiếng gọi của rồng" "Ryū no Izanai" (竜の誘い)                                                                                            | 7 tháng 3 năm 2011   | 12 tháng 11 năm 2015      |
| 70 | "Natsu đấu với Gray" "Natsu vs. Gurei!!" (ナツ vs. グレイ!!)                                                                               | 14 tháng 3 năm 2011  | 16 tháng 11 năm 2015      |
| 71 | "Tình bạn vượt qua cái chết" "Tomo wa Shikabane wo Koete" (友は屍を越えて)                                                                 | 21 tháng 3 năm 2011  | 17 tháng 11 năm 2015      |
| 72 | "Ma đạo sĩ của Fairy Tail" "Fearī Teiru no Madōshi" (フェアリーテイルの魔導士)                                                             | 28 tháng 3 năm 2011  | 18 tháng 11 năm 2015      |

### Mùa 3 (2011)
| TT. | Tiêu đề | Ngày phát hành gốc  | Ngày phát hành tiếng Việt |
| --- | --- | ------------------- | ------------------------- |
| 73  | "Hoa anh đào cầu vồng" Chuyển ngữ: "Niji no Sakura" (tiếng Nhật: 虹の桜)                                                        | 4 tháng 4 năm 2011  | 19 tháng 11 năm 2015      |
| 74  | "Nhiệm vụ quan trọng đầu tiên của Wendy" Chuyển ngữ: "Wendi, Hajimete no Ōshigoto!?" (tiếng Nhật: ウェンディ､ 初めての大仕事!?) | 11 tháng 4 năm 2011 | 23 tháng 11 năm 2015      |
| 75  | "Cuộc đua 24 giờ sự kiên trì tuyệt đối" Chuyển ngữ: "Nijūyo Jikantaikyū Rōdo Resu" (tiếng Nhật: 24時間耐久ロードレース)         | 16 tháng 4 năm 2011 | 24 tháng 11 năm 2015      |
| 76  | "Gildarts" Chuyển ngữ: "Girudātsu" (tiếng Nhật: ギルダーツ)                                                                     | 23 tháng 4 năm 2011 | 25 tháng 11 năm 2015      |
| 77  | "Trái đất" Chuyển ngữ: "Āsurando" (tiếng Nhật: アースランド)                                                                    | 30 tháng 4 năm 2011 | 26 tháng 11 năm 2015      |
| 78  | "Edolas" Chuyển ngữ: "Edorasu" (tiếng Nhật: エドラス)                                                                           | 7 tháng 5 năm 2011  | 30 tháng 11 năm 2015      |
| 79  | "Thợ săn Fairy" Chuyển ngữ: "Yōsei Gari" (tiếng Nhật: 妖精狩り)                                                                 | 14 tháng 5 năm 2011 | 1 tháng 12 năm 2015       |
| 80  | "Chìa khóa của hy vọng" Chuyển ngữ: "Kibō no Kagi" (tiếng Nhật: 希望の鍵)                                                       | 21 tháng 5 năm 2011 | 2 tháng 12 năm 2015       |
| 81  | "Cầu lửa" Chuyển ngữ: "Faiabōru" (tiếng Nhật: ファイアボール)                                                                   | 28 tháng 5 năm 2011 | 3 tháng 12 năm 2015       |
| 82  | "Mừng các vị đã trở về" Chuyển ngữ: "Okaerinasaimase" (tiếng Nhật: おかえりなさいませ)                                          | 4 tháng 6 năm 2011  | 7 tháng 12 năm 2015       |
| 83  | "Extalia" Chuyển ngữ: "Ekusutaria" (tiếng Nhật: エクスタリア)                                                                   | 11 tháng 6 năm 2011 | 8 tháng 12 năm 2015       |
| 84  | "Bay lên cùng với bạn bè" Chuyển ngữ: "Tobe! Tomo no Moto ni!" (tiếng Nhật: 飛べ! 友のもとに!)                                  | 18 tháng 6 năm 2011 | 9 tháng 12 năm 2015       |
| 85  | "Mã ETD" Chuyển ngữ: "Kōdo Ītīdī" (tiếng Nhật: コードETD)                                                                       | 25 tháng 6 năm 2011 | 10 tháng 12 năm 2015      |
| 86  | "Erza đấu với Erza" Chuyển ngữ: "Erza vs. Erza" (エルザ vs. エルザ)                                                             | 2 tháng 7 năm 2011  | 14 tháng 12 năm 2015      |
| 87  | "Tất cả đều là sinh mạng" Chuyển ngữ: "Inochi Darō ga!!!!" (命だろーが!!!!)                                                     | 9 tháng 7 năm 2011  | 15 tháng 12 năm 2015      |
| 88  | "Dòng sông ngân hà chảy bằng niềm kiêu hãnh" Chuyển ngữ: "Hoshi no Taiga wa Hokori no Tame ni" (星の大河は誇りの為に)           | 16 tháng 7 năm 2011 | 16 tháng 12 năm 2015      |
| 89  | "Cái kết của long tỏa pháo" Chuyển ngữ: "Shūen no Ryūsahō" (終焉の竜鎖砲)                                                       | 23 tháng 7 năm 2011 | 17 tháng 12 năm 2015      |
| 90  | "Cậu Bé Ngày Xưa Ấy" Chuyển ngữ: "Ano Toki no Shōnen" (あの時の少年)                                                            | 30 tháng 7 năm 2011 | 21 tháng 12 năm 2015      |
| 91  | "Giác Quan Của Rồng" Chuyển ngữ: "DRAGON SENSE"                                                                                 | 6 tháng 8 năm 2011  | 22 tháng 12 năm 2015      |
| 92  | "Những Người Đang Sống" Chuyển ngữ: "Ikiru Monotachi yo" (生きる者たちよ)                                                       | 13 tháng 8 năm 2011 | 23 tháng 12 năm 2015      |
| 93  | "Ta Đang Đứng Ở Đây Nè" Chuyển ngữ: "Ore wa Koko ni Tatteiru" (オレはここに立っている)                                          | 20 tháng 8 năm 2011 | 24 tháng 12 năm 2015      |
| 94  | "Tạm biệt Edolas" Chuyển ngữ: "Baibai, Edorasu" (バイバイ エドラス)                                                             | 27 tháng 8 năm 2011 | 28 tháng 12 năm 2015      |
| 95  | "Lisanna" Chuyển ngữ: "Risāna" (リサーナ)                                                                                       | 3 tháng 9 năm 2011  | 29 tháng 12 năm 2015      |
| 96  | "Người xóa bỏ sinh mệnh" Chuyển ngữ: "Inochi o Kesumono" (生命（いのち）を消す者)                                               | 10 tháng 9 năm 2011 | 30 tháng 12 năm 2015      |
| 97  | "Đồng đội tốt" Chuyển ngữ: "Besuto Pātonā" (ベストパートナー)                                                                   | 17 tháng 9 năm 2011 | 31 tháng 12 năm 2015      |
| 98  | "Ai là người may mắn" Chuyển ngữ: "Un ga ii no wa Dare?" (運がいいのは誰?)                                                      | 24 tháng 9 năm 2011 | 4 tháng 1 năm 2016        |
| 99  | "Natsu đấu với Gildarts" Chuyển ngữ: "Natsu vs. Girudātsu" (ナツ vs. ギルダーツ)                                                | 1 tháng 10 năm 2011 | 5 tháng 1 năm 2016        |
| 100 | "Mest" Chuyển ngữ: "Mesuto" (メスト)                                                                                            | 8 tháng 10 năm 2011 | 6 tháng 1 năm 2016        |

### Mùa 4 (2011–12)
| #   | Tên tập phim                                                                                           | Ngày phát sóng gốc   | Ngày phát sóng tiếng Việt |
| --- | --- | -------------------- | ------------------------- |
| 101 | "Hắc ma đạo sĩ" "Kuro Madōshi" (黒魔導士)                                                              | 15 tháng 10 năm 2011 | 30 tháng 3 năm 2016       |
| 102 | "Linh hồn sắt" "Tetsu no Tamashii" (鉄の魂)                                                            | 22 tháng 10 năm 2011 | 31 tháng 3 năm 2016       |
| 103 | "Đòn tấn công của Makarov" "Shingeki no Makarofu" (進撃のマカロフ)                                     | 29 tháng 10 năm 2011 | 1 tháng 4 năm 2016        |
| 104 | "Ma pháp di thất" "Rosuto Majikku" (失われた魔法（ロスト・マジック）)                                  | 5 tháng 11 năm 2011  | 4 tháng 4 năm 2016        |
| 105 | "Hỏa long đấu với hỏa thần" "Karyū vs. Enjin" (火竜 vs. 炎神)                                          | 12 tháng 11 năm 2011 | 5 tháng 4 năm 2016        |
| 106 | "Thế giới của ma thuật vĩ đại" "Dai Mahō Sekai" (大魔法世界)                                           | 19 tháng 11 năm 1011 | 6 tháng 4 năm 2016        |
| 107 | "Hồi quang phản chiếu" "Gugen no Āku" (具現のアーク)                                                   | 26 tháng 11 năm 2011 | 7 tháng 4 năm 2016        |
| 108 | "Cánh cổng nhân loại" "Ningen no Tobira" (人間の扉)                                                    | 3 tháng 12 năm 2011  | 8 tháng 4 năm 2016        |
| 109 | "Lucy bùng cháy" "Rūshii Faia" (ルーシィファイア)                                                      | 10 tháng 12 năm 2011 | 11 tháng 4 năm 2016       |
| 110 | "Sự tuyệt vọng tột cùng" "Zetsubō no Fukurokōji" (絶望の袋小路)                                        | 17 tháng 12 năm 2011 | 12 tháng 4 năm 2016       |
| 111 | "Giọt nước mắt tình yêu và sự sống" "Ai to Katsuryoku no Namida" (愛と活力の涙)                        | 24 tháng 12 năm 2011 | 13 tháng 4 năm 2016       |
| 112 | "Một điều đã không thể nói ra" "Ienakatta Hitokoto" (言えなかった一言)                                 | 7 tháng 1 năm 2012   | 14 tháng 4 năm 2016       |
| 113 | "Thiên lang thụ" "Tenrō-ju" (天狼樹)                                                                   | 14 tháng 1 năm 2012  | 15 tháng 4 năm 2016       |
| 114 | "Erza đấu với Azuma" "Eruza vs. Azuma" (エルザ vs. アズマ)                                             | 21 tháng 1 năm 2012  | 18 tháng 4 năm 2016       |
| 115 | "Ý chí đóng băng" "Kogoeru Tōshi" (凍える闘志)                                                         | 28 tháng 1 năm 2012  | 19 tháng 4 năm 2016       |
| 116 | "Sức mạnh của sự sống" "Seinaru Chikara" (生なる力)                                                    | 4 tháng 2 năm 2012   | 20 tháng 4 năm 2016       |
| 117 | "Tiếng sét" "Raimei Hibiku" (雷鳴響く)                                                                 | 11 tháng 2 năm 2012  | 21 tháng 4 năm 2016       |
| 118 | "Người không mang hội ấn" "Monshō o Kizamanu Otoko" (紋章を刻まぬ男)                                   | 18 tháng 2 năm 2012  | 22 tháng 4 năm 2016       |
| 119 | "Lĩnh vực uyên thâm" "Shin'en no Ryōiki" (深淵の領域)                                                  | 25 tháng 2 năm 2012  | 25 tháng 4 năm 2016       |
| 120 | "Bình minh trên thiên lang đảo" "Akatsuki no Tenrō-jima" (暁の天狼島)                                  | 2 tháng 3 năm 2012   | 26 tháng 4 năm 2016       |
| 121 | "Tư cách yêu thương" "Ai Suru Shikaku" (愛する資格)                                                    | 9 tháng 3 năm 2012   | 27 tháng 4 năm 2016       |
| 122 | "Nắm chặt tay nhau" "Te o Tsunagō" (手をつなごう)                                                      | 16 tháng 3 năm 2012  | 28 tháng 4 năm 2016       |
| 123 | "Fairy Tail năm X791" "Nanahyaku-kyūjū-ichi-nen: Fearī Teiru" (X791年・妖精の尻尾（フェアリーテイル）) | 23 tháng 3 năm 2012  | 29 tháng 4 năm 2016       |
| 124 | "Bảy năm trống vắng" "Kūhaku no Nana-nen" (空白の7年)                                                  | 31 tháng 3 năm 2012  | 2 tháng 5 năm 2016        |
| 125 | "Khiêu vũ ma pháp" "Mahō Butōkai" (魔法舞踏会)                                                         | 7 tháng 4 năm 2012   | 3 tháng 5 năm 2016        |

### Mùa 5 (2012)
| #   | Tên tập phim                                                                                                   | Ngày phát sóng gốc  | Ngày phát sóng tiếng Việt |
| --- | --- | ------------------- | ------------------------- |
| 126 | "Băng nhóm lắc mông xấu xa thứ thiệt" "Shin no Waru Ketsupuri-dan" (真の悪ケツプリ団)                          | 14 tháng 4 năm 2012 | 5 tháng 5 năm 2016        |
| 127 | "Nổi kinh hoàng của Lucy vô hình" "Tōmei Rūshii no Kyōfu!" (透明ルーシィの恐怖!)                               | 21 tháng 4 năm 2012 | 4 tháng 5 năm 2016        |
| 128 | "Kỷ vật của cha" "Chichi no Ihin" (父の遺品)                                                                   | 28 tháng 4 năm 2012 | 6 tháng 5 năm 2016        |
| 129 | "Long tranh hổ đấu Laxus đấu với Natsu" "Dotō no Taiketsu! Natsu vs. Rakusasu" (怒涛の対決! ナツ vs. ラクサス) | 5 tháng 5 năm 2012  | 9 tháng 5 năm 2016        |
| 130 | "Mục tiêu là Lucy" "Nerawareta Rūshii" (狙われたルーシィ)                                                      | 12 tháng 5 năm 2012 | 10 tháng 5 năm 2016       |
| 131 | "Cơn thịnh nộ của Legion" "Region no Mōi" (レギオンの猛威)                                                     | 19 tháng 5 năm 2012 | 11 tháng 5 năm 2016       |
| 132 | "Chìa khóa của bầu trời sao" "Hoshizora no Kagi" (星空の鍵)                                                    | 26 tháng 5 năm 2012 | 12 tháng 5 năm 2016       |
| 133 | "Những người bạn đồng hành" "Tabi no Nakamatachi" (旅の仲間たち)                                               | 2 tháng 6 năm 2012  | 13 tháng 5 năm 2016       |
| 134 | "Mê cung cùng tưởng khúc" "Meikyū Kyōsōkyoku" (迷宮狂想曲)                                                     | 9 tháng 6 năm 2012  | 16 tháng 5 năm 2016       |
| 135 | "Dấu chân thần thoại" "Shinwa no Ashiato" (神話の足跡)                                                         | 16 tháng 6 năm 2012 | 17 tháng 5 năm 2016       |
| 136 | "Ác quỷ tái ngộ" "Shin no Waru, Futatabi" (真の悪、ふたたび)                                                   | 23 tháng 6 năm 2012 | 18 tháng 5 năm 2016       |
| 137 | "Những điều không tưởng" "Keisan o Koeru Mono" (計算をこえるもの)                                              | 30 tháng 6 năm 2012 | 19 tháng 5 năm 2016       |
| 138 | "Đích đến của cuộc Thập Tự Chinh" "Seisen no Yukue" (聖戦のゆくえ)                                             | 7 tháng 7 năm 2012  | 20 tháng 5 năm 2016       |
| 139 | "Thời khắc đã điểm" "Ugoki Hajimeta Toki" (動き始めた刻（とき）)                                               | 14 tháng 7 năm 2012 | 23 tháng 5 năm 2016       |
| 140 | "Tân Oracion Seis xuất hiện" "Shinsei Orashion Seisu Arawaru!" (新生六魔将軍（オラシオンセイス）現る!)         | 21 tháng 7 năm 2012 | 14 tháng 5 năm 2016       |
| 141 | "Truy lùng Vô hạn thời kế" "Mugen Tokei o Oe" (無限時計を追え)                                                 | 28 tháng 7 năm 2012 | 25 tháng 5 năm 2016       |
| 142 | "Trận chiến không cân sức" "Tatakai no Fukyōwaon" (戦いの不協和音)                                             | 4 tháng 8 năm 2012  | 26 tháng 5 năm 2016       |
| 143 | "Anti-Link" "Anchi Rinku" (アンチリンク)                                                                       | 11 tháng 8 năm 2012 | 27 tháng 5 năm 2016       |
| 144 | "Phá tan sự tuyệt vọng" "Tokihanatareta Zetsubō" (解き放たれた絶望)                                            | 18 tháng 8 năm 2012 | 30 tháng 5 năm 2016       |
| 145 | "Real Nightmare" "Riaru Naitomea" (リアルナイトメア)                                                           | 25 tháng 8 năm 2012 | 31 tháng 5 năm 2016       |
| 146 | "Xoắn ốc thời gian" "Toki no Supairaru" (時のスパイラル)                                                       | 1 tháng 9 năm 2012  | 1 tháng 6 năm 2016        |
| 147 | "Lâu đài vô hạn" "Mugen-jō e!" (無限城へ!)                                                                     | 8 tháng 9 năm 2012  | 2 tháng 6 năm 2016        |
| 148 | "Nước mắt Thiên thần" "Tenshi no Namida" (天使の涙)                                                            | 15 tháng 9 năm 2012 | 3 tháng 6 năm 2016        |
| 149 | "Tôi đã nghe thấy giọng nói của bạn bè" "Tomo no Koe ga Kikoeru" (友の声が聴こえる)                            | 22 tháng 9 năm 2012 | 6 tháng 6 năm 2016        |
| 150 | "Lucy và Michelle" "Rūshii to Missheru" (ルーシィとミッシェル)                                                 | 29 tháng 9 năm 2012 | 7 tháng 6 năm 2016        |

### Mùa 6 (2012–13)
| #   | Tên tập phim                                                                                                 | Ngày phát sóng gốc   | Ngày phát sóng tiếng Việt |
| --- | --- | -------------------- | ------------------------- |
| 151 | "Sabertooth" "Seibātūsu" (剑咬の虎)                                                                          | 6 tháng 10 năm 2012  | 8 tháng 6 năm 2016        |
| 152 | "Hướng đến vị trí số 1" "Soshite Ore-tachi wa Chōjō o Mezasu" (そしてオレたちは顶上を目指す)                 | 13 tháng 10 năm 2012 | 9 tháng 6 năm 2016        |
| 153 | "Vũ khúc Ngân Hà" "Hoshiboshi no Uta" (星々の歌)                                                             | 20 tháng 10 năm 2012 | 10 tháng 6 năm 2016       |
| 154 | "Chỉ đủ thời gian để lướt qua nhau" "Surechigatta Jikan no Bun dake" (すれ违った时间の分だけ)                | 27 tháng 10 năm 2012 | 13 tháng 6 năm 2016       |
| 155 | "Thành phố nở hoa Crocus" "Hanasaku Miyako: Kurokkasu" (花笑く都・クロッカス)                                | 3 tháng 11 năm 2012  | 14 tháng 6 năm 2016       |
| 156 | "Sky Labyrinth" "Sukai Rabirinsu" (空中迷宮)                                                                 | 10 tháng 11 năm 2012 | 15 tháng 6 năm 2016       |
| 157 | "Bang hội mới" "Shinki Girudo" (新规ギルド)                                                                  | 17 tháng 11 năm 2012 | 16 tháng 6 năm 2016       |
| 158 | "Đêm sao rơi" "Hoshi Furu Yoru ni" (星降ル夜ニ)                                                              | 24 tháng 11 năm 2012 | 17 tháng 6 năm 2016       |
| 159 | "Lucy đấu với Flare" "Rūshii vs. Furea" (ルーシィ vs. フレア)                                                | 1 tháng 12 năm 2012  | 20 tháng 6 năm 2016       |
| 160 | "Điềm xấu" "Kyōzui" (凶瑞)                                                                                   | 8 tháng 12 năm 2012  | 21 tháng 6 năm 2016       |
| 161 | "Chiến xa" "Chariotto" (战车)                                                                                | 15 tháng 12 năm 2012 | 22 tháng 6 năm 2016       |
| 162 | "Elfman đấu với Bacchus" "Erufuman vs. Bakkasu" (エルフマン vs. バッカス)                                    | 22 tháng 12 năm 2012 | 23 tháng 6 năm 2016       |
| 163 | "Mirajēn vs. Jenī" (ミラジェーン vs. ジェニー)                                                               | 5 tháng 1 năm 2013   | 24 tháng 6 năm 2016       |
| 164 | "Yukino đấu với Kagura" "Kagura vs. Yukino" (カグラ vs. ユキノ)                                              | 12 tháng 1 năm 2013  | 27 tháng 6 năm 2016       |
| 165 | "Nổi oán thù cuốn sau chiếc rèm bóng đêm" "Urami wa Yoru no Tobari ni Tsutsumarete" (怨みは夜の帐に包まれて) | 19 tháng 1 năm 2013  | 28 tháng 6 năm 2016       |
| 166 | "Phục ma điện" "Pandemoniumu" (伏魔殿)                                                                       | 26 tháng 1 năm 2013  | 29 tháng 6 năm 2016       |
| 167 | "1 chọi 100" "Hyaku tai Ichi" (100対1)                                                                       | 2 tháng 2 năm 2013   | 30 tháng 6 năm 2016       |
| 168 | "Laxus đấu với Alexei" "Rakusasu vs. Arekusei" (ラクサス vs. アレクセイ)                                     | 9 tháng 2 năm 2013   | 1 tháng 7 năm 2016        |
| 169 | "Wendy đấu với Cheria" "Wendi vs. Sheria" (ウェンディ vs. シェリア)                                          | 16 tháng 2 năm 2013  | 4 tháng 7 năm 2016        |
| 170 | "Nắm đấm bé nhỏ" "Chiisana Kobushi" (小さな拳)                                                               | 23 tháng 2 năm 2013  | 5 tháng 7 năm 2016        |
| 171 | "Trận hải chiến" "Nabaru Batoru" (海战)                                                                      | 2 tháng 3 năm 2013   | 6 tháng 7 năm 2016        |
| 172 | "Mùi hương tôi giành riêng cho cậu" "Kimi ni Sasageru Parufamu" (君に捧げる香り)                             | 9 tháng 3 năm 2013   | 7 tháng 7 năm 2016        |
| 173 | "Trận chiến của các sát long ma đạo sĩ" "Batoru obu Doragon Sureiyā" (バトル・オブ・ドラゴンスレイヤー)      | 16 tháng 3 năm 2013  | 8 tháng 7 năm 2016        |
| 174 | "Tứ long hội tụ" "Yonin no Doragon" (四人の竜)                                                               | 23 tháng 3 năm 2013  | 11 tháng 7 năm 2016       |
| 175 | "Natsu đấu với song long" "Natsu vs. Sōryū" (ナツ vs. 双竜)                                                  | 30 tháng 3 năm 2013  | 12 tháng 7 năm 2016       |

### Mùa 7 (2014–15)
| #   | Tên tập phim | Ngày phát sóng gốc   | Ngày phát sóng tiếng Việt |
| --- | --- | -------------------- | ------------------------- |
| 176 | "Long Vương" "Ryū no Ō" (竜の王) | 5 tháng 4 năm 2014   | 13 tháng 7 năm 2016       |
| 177 | "Kế hoạch Nhật Thực" "Ekuripusu Keikaku" (エクリプス計画)                                                                                      | 12 tháng 4 năm 2014  | 14 tháng 7 năm 2016       |
| 178 | "Quân sư thần thánh" "Yōsei Gunshi" (妖精軍師)                                                                                                 | 19 tháng 4 năm 2014  | 15 tháng 7 năm 2016       |
| 179 | "Gray VS Rufus" "Gurei vs. Rūfasu" (グレイ vs. ルーファス)                                                                                     | 26 tháng 4 năm 2014  | 18 tháng 7 năm 2016       |
| 180 | "Ngạ Lang Kỵ Sĩ Đoàn" "Garō Kishidan" (餓狼騎士団)                                                                                             | 3 tháng 5 năm 2014   | 19 tháng 7 năm 2016       |
| 181 | "Fairy Tail VS Kẻ thi hành án" "Fearī Teiru vs. Shokeinin" (FT vs. 処刑人)                                                                     | 10 tháng 5 năm 2014  | 20 tháng 7 năm 2016       |
| 182 | "Đại địa bùng cháy" "Moeru Daichi" (燃える大地)                                                                                                | 17 tháng 5 năm 2014  | 21 tháng 7 năm 2016       |
| 183 | "Thế giới của chúng ta" "Ore-tachi no Iru Basho" (オレたちのいる国)                                                                            | 24 tháng 5 năm 2014  | 22 tháng 7 năm 2016       |
| 184 | "Vương quốc cho đến ngày mai" "Ashita made no Kuni" (明日までの国)                                                                             | 31 tháng 5 năm 2014  | 25 tháng 7 năm 2016       |
| 185 | "Erza VS Kagura" "Eruza vs. Kagura" (エルザ vs. カグラ)                                                                                        | 7 tháng 6 năm 2014   | 26 tháng 7 năm 2016       |
| 186 | "Tương lai tuyệt vọng đến gần" "Zetsubō e Kasoku suru Mirai" (絶望へ加速する未来)                                                              | 14 tháng 6 năm 2014  | 27 tháng 7 năm 2016       |
| 187 | "Con ếch" "Kaeru" (カエル) | 21 tháng 6 năm 2014  | 28 tháng 7 năm 2016       |
| 188 | "Lôi kích" "Gekirai!" (激雷!) | 28 tháng 6 năm 2014  | 29 tháng 7 năm 2016       |
| 189 | "Gloria" | 5 tháng 7 năm 2014   | 1 tháng 8 năm 2016        |
| 190 | "Người đóng cổng" "Tobira o Shimeru Mono" (扉を閉めるもの)                                                                                     | 12 tháng 7 năm 2014  | 2 tháng 8 năm 2016        |
| 191 | "Natsu vs. Rōgu" (ナツ vs. ローグ) | 19 tháng 7 năm 2014  | 3 tháng 8 năm 2016        |
| 192 | "Hãy sống cho phần tôi" "Atashi no Bun made" (あたしの分まで)                                                                                  | 26 tháng 7 năm 2014  | 4 tháng 8 năm 2016        |
| 193 | "Thất Long" (SEVEN DRAGON) | 2 tháng 8 năm 2014   | 5 tháng 8 năm 2016        |
| 194 | "Ma pháp của Zirconis" "Jirukonisu no Mahō" (ジルコニスの魔法)                                                                                 | 9 tháng 8 năm 2014   | 8 tháng 8 năm 2016        |
| 195 | "Nhân đối nhân, Long đối Long, Nhân đối Long" "Hito to Hito, Ryū to Ryū, Hito to Ryū" (人と人、竜と竜、人と竜)                                 | 16 tháng 8 năm 2014  | 9 tháng 8 năm 2016        |
| 196 | "Tội lỗi và hy sinh" "Tsumi to Gisei" (罪と犠牲)                                                                                               | 23 tháng 8 năm 2014  | 10 tháng 8 năm 2016       |
| 197 | "Thời gian của sinh mệnh" "Inochi no Jikan" (命の時間)                                                                                         | 30 tháng 8 năm 2014  | 11 tháng 8 năm 2016       |
| 198 | "Thảo nguyên hoàng kim" "Ōgon no Sōgen" (黄金の草原)                                                                                           | 6 tháng 9 năm 2014   | 12 tháng 8 năm 2016       |
| 199 | "Đại tiệc cung đình" "Dai Buyō Enbu" (大舞踊演舞)                                                                                              | 13 tháng 9 năm 2014  | 15 tháng 8 năm 2016       |
| 200 | "Giọt thời gian" "Seisō no Shizuku" (星霜の雫)                                                                                                 | 20 tháng 9 năm 2014  | 16 tháng 8 năm 2016       |
| 201 | "Quà tặng" "Okurimono" (贈り物) | 27 tháng 9 năm 2014  | 17 tháng 8 năm 2016       |
| 202 | "Mừng cậu về nhà Frosch" "Okaeri, Furosshu" (おかえり、フロッシュ)                                                                             | 4 tháng 10 năm 2014  | 18 tháng 8 năm 2016       |
| 203 | "Moulin Rouge" "Mūran Rūju" (ムーランルージュ)                                                                                                 | 11 tháng 10 năm 2014 | 19 tháng 8 năm 2016       |
| 204 | "Có chết cũng phải tiếp đãi tận tình nồng hậu" "Omotenashi, Inochi Kaketemasu!" (おもてなし、命かけてます!)                                    | 18 tháng 10 năm 2014 | 22 tháng 8 năm 2016       |
| 205 | "Hải đăng của cuộc nổi loạn" "Hangyaku no Noroshi" (反逆の狼煙)                                                                                | 25 tháng 10 năm 2014 | 23 tháng 8 năm 2016       |
| 206 | "Nổi kinh hoàng ở thư viện" "Panikku Obu Raiburarī" (パニック・オブ・ライブラリー)                                                             | 1 tháng 11 năm 2014  | 24 tháng 8 năm 2016       |
| 207 | "Hisui nổi dậy" "Hisui Tatsu!" (ヒスイ立つ!)                                                                                                   | 8 tháng 11 năm 2014  | 25 tháng 8 năm 2016       |
| 208 | "Astral Spiritus" "Asutoraru Supiritasu" (アストラル・スピリタス)                                                                              | 15 tháng 11 năm 2014 | 26 tháng 8 năm 2016       |
| 209 | "Wendy cùng Aquarius, Vui chơi tại công viên giải trí" "Wendi vs. Akueriasu, Yūenchi de Asobo!" (ウェンディ vs. アクエリアス、遊園地であそぼ!) | 22 tháng 11 năm 2014 | 29 tháng 8 năm 2016       |
| 210 | "Bộ bài hội đấu với bộ bài tinh linh" "Girudo Dekki vs. Seirei Dekki" (ギルドデッキ vs. 星霊デッキ)                                            | 29 tháng 11 năm 2014 | 30 tháng 8 năm 2016       |
| 211 | "Gray VS Cancer, Trận chiến vũ đạo" "Gurei vs. Kyansā, Dansu Batoru!" (グレイ vs. キャンサー、ダンスバトル!)                                   | 6 tháng 12 năm 2014  | 31 tháng 8 năm 2016       |
| 212 | "Juvia VS Aries, Tử chiến nơi sa mạc" "Jubia vs. Ariesu, Sabaku no Shitō!" (ジュビア vs. アリエス、砂漠の死闘!)                                | 13 tháng 12 năm 2014 | 1 tháng 9 năm 2016        |
| 213 | "Erza VS Sagittarius, Quyết chiến trên lưng ngựa" "Eruza vs. Sajitariusu, Bajō no Kessen!" (エルザ vs. サジタリウス、馬上の決戦!)              | 20 tháng 12 năm 2014 | 2 tháng 9 năm 2016        |
| 214 | "Natsu đại chiến Leo" "Natsu vs. Reo" (ナツ vs. レオ)                                                                                          | 27 tháng 12 năm 2014 | 5 tháng 9 năm 2016        |
| 215 | "Xà Phu Ophiuchus" "Hebitsukaiza no Ofiukusu" (蛇遣い座のオフィウクス)                                                                         | 10 tháng 1 năm 2015  | 6 tháng 9 năm 2016        |
| 216 | "Đêm sao băng" "Hoshi Michite Nagaruru Toki" (星満ちて流るる時)                                                                                | 17 tháng 1 năm 2015  | 7 tháng 9 năm 2016        |
| 217 | "Tinh linh thú" "Seireijū" (星霊獣) | 24 tháng 1 năm 2015  | 8 tháng 9 năm 2016        |
| 218 | "Tin tưởng" (Believe) | 31 tháng 1 năm 2015  | 9 tháng 9 năm 2016        |
| 219 | "Điều được dệt nên bởi lòng chân thành" "Magokoro ga Tsumugu Mono" (真心が紡ぐもの)                                                            | 7 tháng 2 năm 2015   | 12 tháng 9 năm 2016       |
| 220 | "413 ngày" (413 Days) | 14 tháng 2 năm 2015  | 13 tháng 9 năm 2016       |
| 221 | "Bạch ngân mê cung" "Hakugin no Meikyū" (白銀の迷宮)                                                                                           | 21 tháng 2 năm 2015  | 14 tháng 9 năm 2016       |
| 222 | "Biến thân" "Henshin!" (変身!) | 28 tháng 2 năm 2015  | 15 tháng 9 năm 2016       |
| 223 | "Kemokemo tới đây" "Kemokemo ga Kita!" (ケモケモが来た!)                                                                                       | 7 tháng 3 năm 2015   | 16 tháng 9 năm 2016       |
| 224 | "Kimi no Kita Basho" (君の来た場所) | 14 tháng 3 năm 2015  | 19 tháng 9 năm 2016       |
| 225 | "Người đàn ông sấm chớp" "Ikazuchi no Otoko" (いかづちの男)                                                                                    | 21 tháng 3 năm 2015  | 20 tháng 9 năm 2016       |
| 226 | "Fairy Tail của những xác chết di động" (Fairy Tail of the Dead Meeeeeeeeen)                                                                   | 28 tháng 3 năm 2015  | 21 tháng 9 năm 2016       |
| 227 | "Bình minh của chuyến phiêu lưu mới" "Arata na Bōken no Asa" (新たな冒険の朝)                                                                  | 4 tháng 4 năm 2015   | —                         |
| 228 | "Ma đạo sĩ vs. Thợ Săn" "Madōshi vs. Hantā" (魔導士 vs. ハンター)                                                                              | 11 tháng 4 năm 2015  | —                         |
| 229 | "Quy luật thái hóa" "Taika no Hō" (退化ノ法)                                                                                                   | 18 tháng 4 năm 2015  | —                         |
| 230 | "Ác quỷ trở lại" "Akuma Kaikiu" (悪魔回帰) | 25 tháng 4 năm 2015  | —                         |
| 231 | "Gray vs. Doriate" "Gurei vs. Doriāte" (グレイ vs. ドリアーテ)                                                                                 | 2 tháng 5 năm 2015   | —                         |
| 232 | "Giọng nói của ngọn lửa" "Honō no Koe" (炎の声)                                                                                                | 9 tháng 5 năm 2015   | —                         |
| 233 | "Bài hát của tiên" (Song of the Fairies) | 16 tháng 5 năm 2015  | —                         |
| 234 | "Chương Tartaros [Mở màn] - Cửu Quỷ Môn" "Tarutarosu-hen (Joshō): Kyūkimon" (冥府の門編 【序章】 九鬼門)                                       | 23 tháng 5 năm 2015  | —                         |
| 235 | "Chương Tartaros [Mở Màn] - Tiên Vs. Âm Phủ" "Tarutarosu-hen (Joshō): Yōsei tai Meifu" (冥府の門編 【序章】 妖精 対 冥府)                      | 30 tháng 5 năm 2015  | —                         |
| 236 | "Chương Tartaros [Mở Màn] - Di sản trắng" "Tarutarosu-hen (Joshō): Shiroki Isan" (冥府の門編 【序章】 白き遺産)                                | 6 tháng 6 năm 2015   | —                         |
| 237 | "Chương Tartaros [Mở Màn] - Natsu vs. Jackal" "Tarutarosu-hen (Joshō): Natsu vs. Jakkaru" (冥府の門編 【序章】 ナツ vs. ジャッカル)            | 13 tháng 6 năm 2015  | —                         |
| 238 | "Chương Tartaros: Bất đạo và tội nhân" "Tarutarosu-hen: Haitoku to Zainin" (冥府の門編 背徳と罪人)                                             | 20 tháng 6 năm 2015  | —                         |
| 239 | "Chương Tartaros: Jellal.vs Oracion Seis" "Tarutarosu-hen: Jerāru vs. Orashion Seisu" (冥府の門編 ジェラール vs. 六魔将軍)                     | 27 tháng 6 năm 2015  | —                         |
| 240 | "Chương Tartaros: Lời nguyện cầu được đáp trả" "Tarutarosu-hen: Inori ga Todoku Basho" (冥府の門編 祈りが届く場所)                             | 4 tháng 7 năm 2015   | —                         |
| 241 | "Chương Tartaros: Ác quỷ chuyển sinh" "Tarutarosu-hen: Akuma Tensei" (冥府の門編 悪魔転生)                                                     | 11 tháng 7 năm 2015  | —                         |
| 242 | "Chương Tartaros: Để sống hay Giết?" "Tarutarosu-hen: Ikasu ka Korosu ka" (冥府の門編 生かすか殺すか)                                          | 18 tháng 7 năm 2015  | —                         |
| 243 | "Chương Tartaros: Wendy vs. Ezel" "Tarutarosu-hen: Wendi vs. Ezeru" (冥府の門編 ウェンディ vs.エゼル)                                          | 25 tháng 7 năm 2015  | —                         |
| 244 | "Chương Tartaros: Mãi mãi là bạn" "Tarutarosu-hen: Zutto Tomodachi de" (冥府の門編 ずっと友達で)                                               | 1 tháng 8 năm 2015   | —                         |
| 245 | "Chương Tartaros: Hạch tâm địa ngục" "Tarutarosu-hen: Heruzu Koa" (冥府の門編 ヘルズ・コア)                                                    | 8 tháng 8 năm 2015   | —                         |
| 246 | "Chương Tartaros: Minh Vương" "Tarutarosu-hen: Meiō" (冥府の門編 冥王)                                                                         | 15 tháng 8 năm 2015  | —                         |
| 247 | "Chương Tartaros: Allegria" "Tarutarosu-hen: Areguria" (冥府の門編 アレグリア)                                                                 | 22 tháng 8 năm 2015  | —                         |
| 248 | "Chương Tartaros: Tinh linh tấn công" "Tarutarosu-hen: Hoshiboshi no Ichigeki" (冥府の門編 星々の一撃)                                         | 29 tháng 8 năm 2015  | —                         |
| 249 | "Chương Tartaros: Tinh Linh Vương vs Minh Vương" "Tarutarosu-hen: Seireiō vs. Meiō" (冥府の門編 星霊王 vs. 冥王)                               | 5 tháng 9 năm 2015   | —                         |
| 250 | "Chương Tartaros: Erza vs. Minerva" "Tarutarosu-hen: Eruza vs. Mineruba" (冥府の門 編 エルザ vs.ミネルバ)                                      | 12 tháng 9 năm 2015  | —                         |
| 251 | "Chương Tartaros: Sử thi của chàng trai trẻ" "Tarutarosu-hen: Shōnen no Monogatari" (冥府の門 編 少年の物語)                                   | 19 tháng 9 năm 2015  | —                         |
| 252 | "Chương Tartaros: Gray vs. Silver" "Tarutarosu-hen: Gurei vs. Shirubā" (冥府の門 編 グレイ vs. シルバー)                                       | 26 tháng 9 năm 2015  | —                         |
| 253 | "Chương Tartaros: Ký ức của Silver" "Tarutarosu-hen: Gin'iro no Omoi" (冥府の門 編 銀色の想い)                                                 | 3 tháng 10 năm 2015  | —                         |
| 254 | "Chương Tartaros: Air" "Tarutarosu-hen: Air" (冥府の門 編)                                                                                     | 10 tháng 10 năm 2015 | —                         |
| 255 | "Chương Tartaros: Thép" "Tarutarosu-hen: Hagane" (冥府の門 編 鋼)                                                                              | 17 tháng 10 năm 2015 | —                         |
| 256 | "Chương Tartaros: Màn giao đấu cuối cùng" "Tarutarosu-hen: Saigo no Ikkiuchi" (冥府の門 編 最後の一騎討ち)                                     | 24 tháng 10 năm 2015 | —                         |
| 257 | "Chương Tartaros: Những đôi cánh của tuyệt vọng" "Tarutarosu-hen: Zetsubō no Tsubasa" (冥府の門 編 絶望の翼)                                   | 31 tháng 10 năm 2015 | —                         |
| 258 | "Chương Tartaros: Hỏa Long Thiết Quyền" "Tarutarosu-hen: Karyū no Tekken" (冥府の門 編 火竜の鉄拳)                                             | 7 tháng 11 năm 2015  | —                         |
| 259 | "Chương Tartaros: 00:00" "Tarutarosu-hen: Zero Zero Zero Zero" (冥府の門 編 00:00)                                                             | 14 tháng 11 năm 2015 | —                         |
| 260 | "Chương Tartaros: Cô gái bên trong Ngọc Khúc Cầu" "Tarutarosu-hen: Suishō no Naka no Shōjo" (冥府の門 編 水晶の中の少女)                       | 21 tháng 11 năm 2015 | —                         |
| 261 | "Chương Tartaros: Tuyệt cực ác quỷ" "Tarutarosu-hen: Zettai no Akuma" (冥府の門 編 絶対の悪魔)                                                 | 28 tháng 11 năm 2015 | —                         |
| 262 | "Chương Tartaros: Memento Mori" "Tarutarosu-hen: Memento Mori" (冥府の門 編 メメント・モリ)                                                    | 5 tháng 12 năm 2015  | —                         |
| 263 | "Chương Tartaros: Vũ điệu trên bầu trời Ishgar" "Tarutarosu-hen: Ishugaru ni Mau" (冥府の門 編 イシュガルに舞う)                               | 12 tháng 12 năm 2015 | —                         |
| 264 | "Chương Tartaros: Ngọn lửa vụt tắt" "Tarutarosu-hen: Honō no Shizuku" (冥府の門 編 炎の雫)                                                     | 19 tháng 12 năm 2015 | —                         |
| 265 | "Chương Tartaros: Sức mạnh sinh tồn" "Tarutarosu-hen (Shūshō): Sore ga Ikiru Chikara Da" (冥府の門 編 【終章】 それが生きる力だ)               | 26 tháng 12 năm 2015 | —                         |

### Mùa 8 (2016)
| #   | Tên tập phim | Ngày phát sóng gốc  |
| --- | --- | ------------------- |
| 266 | "Fairy Tail Zero: Tiên trong tim ta" "FAIRY TAIL ZERØ: Kokoro no Naka no Yōsei" (ＦＡＩＲＹ ＴＡＩＬ ＺＥＲＯ 心の中の妖精) | 9 tháng 1 năm 2016  |
| 267 | "Fairy Tail Zero: Chuyến phiêu lưu bắt đầu" "Bōken no Hajimari" (FAIRY TAIL ZERØ 冒険の始まり)                              | 16 tháng 1 năm 2016 |
| 268 | "Fairy Tail Zero: Săn kho báu" "Torejā Hanto" (FAIRY TAIL ZERØ トレジャーハント)                                            | 23 tháng 1 năm 2016 |
| 269 | "Fairy Tail Zero: Vũ đạo của kiếm" "Ha to Odoru" (FAIRY TAIL ZERØ 刃と踊る)                                                 | 30 tháng 1 năm 2016 |
| 270 | "Fairy Tail Zero: Nguyệt Hồ" "Tsukiakari no Mizūmi" (FAIRY TAIL ZERØ 月明かりの湖)                                          | 6 tháng 2 năm 2016  |
| 271 | "Fairy Tail Zero: Blue Skull" "Burū Sukaru" (FAIRY TAIL ZERØ 青い髑髏(ブルースカル))                                        | 13 tháng 2 năm 2016 |
| 272 | "Fairy Tail Zero: Người dạy ma pháp" "Madō o Tsutaeru Mono" (FAIRY TAIL ZERØ 魔道を伝える者)                                | 20 tháng 2 năm 2016 |
| 273 | "Fairy Tail Zero: Báu vật" "Takaramono" (FAIRY TAIL ZERØ 宝物)                                                              | 27 tháng 2 năm 2016 |
| 274 | "Fairy Tail Zero: Law" "Rō" (FAIRY TAIL ZERØ ロウ)                                                                          | 5 tháng 3 năm 2016  |
| 275 | "Fairy Tail Zero: Chuyến hành trình bất tận" "Eien no Bōken" (FAIRY TAIL ZERØ 永遠の冒険)                                   | 12 tháng 3 năm 2016 |
| 276 | "Kẻ thách thức" "Chōsen-sha" (挑戦者)                                                                                       | 19 tháng 3 năm 2016 |
| 277 | "Thông điệp của lửa" "Honō no Messēji" (炎のメッセージ)                                                                     | 26 tháng 3 năm 2016 |

### Mùa 9 (2018–19)
| #   | Tên tập phim                                                                                   | Ngày phát sóng gốc   |
| --- | ---------------------------------------------------------------------------------------------- | -------------------- |
|     |                                                                                                |                      |
| 278 | "Lễ tạ ơn của Lamia Scale" "Ramia Sukeiru Kanshasai" (蛇姫の鱗ラミアスケイル感謝祭)            | 7 tháng 10 năm 2018  |
| 279 | "Bởi vì đó là tình yêu" "Aishiteru kara" (愛してるから)                                        | 14 tháng 10 năm 2018 |
| 280 | "Avatar" "Avatāru" (黒魔術教団)                                                                | 21 tháng 10 năm 2018 |
| 281 | "Đụng độ dưới lòng đất" "Chika no Gekitō" (地下の激闘)                                         | 28 tháng 10 năm 2018 |
| 282 | "Kế hoạch thanh tẩy" "Jōka Sakusen" (浄化作戦)                                                 | 4 tháng 11 năm 2018  |
| 283 | "Ikusatsunagi" (イクサツナギ)                                                                  | 11 tháng 11 năm 2018 |
| 284 | "Hồi ký" "Kaisōroku" (回想録)                                                                  | 18 tháng 11 năm 2018 |
| 285 | "Hội trưởng Đệ Thất" "Nanadaime Girudo Masutā" (七代目ギルドマスター)                          | 25 tháng 11 năm 2018 |
| 286 | "Phép tắc không gian" "Kūkan no Okite" (空間の掟)                                              | 2 tháng 12 năm 2018  |
| 287 | "Hoàng Đế Spriggan" "Kōtei Supurigan" (皇帝スプリガン)                                         | 9 tháng 12 năm 2018  |
| 288 | "Vùng đất Thánh bị bỏ rơi" "Kami ni Misuterareta Chi e" (神に見捨てられた地へ)                 | 16 tháng 12 năm 2018 |
| 289 | "Mavis và Zeref" "Meibisu to Zerefu" (メイビスとゼレフ)                                        | 23 tháng 12 năm 2018 |
| 290 | "Fairy Heart" "Fearī Hāto" (妖精の心臓)                                                        | 6 tháng 1 năm 2019   |
| 291 | "Trận chiến bảo vệ Magnolia" "Magunoria Hōeisen" (マグノリア防衛戦)                            | 13 tháng 1 năm 2019  |
| 292 | "Sao mai" "Myōjō" (明星)                                                                       | 20 tháng 1 năm 2019  |
| 293 | "Vì ai mà "mùi hương" tan chảy" "Sono Parufamu wa Ta ga Tame ni" (その香りは誰がために)        | 27 tháng 1 năm 2019  |
| 294 | "Natsu vs. Zeref" "Natsu vs. Zerefu" (ナツ vs. ゼレフ)                                         | 3 tháng 2 năm 2019   |
| 295 | "Vượt qua 400 năm" "Yonhyaku-nen no Toki o Koe" (400年の時を超え)                              | 10 tháng 2 năm 2019  |
| 296 | "Điều tôi muốn làm" "Atashi no Shitai Koto" (あたしのしたい事)                                 | 17 tháng 2 năm 2019  |
| 297 | "Cố gắng đến phút cuối cùng" "Tatakai ga Owaru made wa" (戦いが終わるまでは)                   | 24 tháng 2 năm 2019  |
| 298 | "Thời gian yên lặng" "Shizuka naru Toki no Naka de" (静かなる時の中で)                         | 3 tháng 3 năm 2019   |
| 299 | "Natsu phục hồi" "Fukkatsu no Natsu!!" (復活のナツ!!)                                          | 10 tháng 3 năm 2019  |
| 300 | "Lịch sử quân đoàn" "Shikabane no Hisutoria" (屍のヒストリア)                                  | 17 tháng 3 năm 2019  |
| 301 | "Khí phách" "Kihaku" ( 気魄)                                                                   | 24 tháng 3 năm 2019  |
| 302 | "Phong ấn thứ ba" "Dai San no In" (第三の印)                                                   | 31 tháng 3 năm 2019  |
| 303 | "Mãi mãi cùng nhau" "Zutto Futari de" (ずっと二人で)                                           | 7 tháng 4 năm 2019   |
| 304 | "Fairy Tail Zero" "Fearī Teiru Zero" (フェアリーテイル ZERO)                                   | 14 tháng 4 năm 2019  |
| 305 | "Bạch Dragneel" "Shiroki Doraguniru" (白きドラグニル)                                          | 21 tháng 4 năm 2019  |
| 306 | "Ma đạo sĩ mùa đông" "Fuyu no Madōshi" (冬の魔導士)                                            | 28 tháng 4 năm 2019  |
| 307 | "Gray và Juvia" "Gurei to Jubia" (グレイとジュビア)                                            | 5 tháng 5 năm 2019   |
| 308 | "Ác quỷ mạnh nhất trong sách của Zeref" "Zerefu Sho Saikyō no Akuma" (ゼレフ書最強の悪魔)      | 12 tháng 5 năm 2019  |
| 309 | "Mối liên kết bị đứt gãy" "Kowareta Kizuna o" (壊れた絆を)                                     | 19 tháng 5 năm 2019  |
| 310 | "Khoái lạc và thống khổ" "Kairaku to Kutsū" (快楽と苦痛)                                       | 26 tháng 5 năm 2019  |
| 311 | "Trái tim của Natsu" "Natsu no Kokoro" (ナツノココロ)                                          | 2 tháng 6 năm 2019   |
| 312 | "Bạc Ảnh Long Sting" "Hakueiryū no Sutingu" (白影竜のスティング)                               | 9 tháng 6 năm 2019   |
| 313 | "Long chủng" "Ryū no Tane" (竜の種)                                                            | 16 tháng 6 năm 2019  |
| 314 | "Thuật bùa chú cực hạn" "Masutā Enchanto" (極限付加術マスターエンチャント)                     | 23 tháng 6 năm 2019  |
| 315 | "Rồng hay ác quỷ" "Ryū ka Akuma ka" (竜か悪魔か)                                               | 30 tháng 6 năm 2019  |
| 316 | "Át chủ bài của Gray" "Gurei no Kirifuda" (グレイの切り札)                                     | 7 tháng 7 năm 2019   |
| 317 | "Tương lai đen tối" "Kuroi Mirai" (黒い未来)                                                   | 14 tháng 7 năm 2019  |
| 318 | "Tên của ta là..." "Boku no Namae wa..." (ぼくのなまえは…)                                     | 21 tháng 7 năm 2019  |
| 319 | "Tình cảm" "Jō" (情)                                                                           | 28 tháng 7 năm 2019  |
| 320 | "Neo Eclipse" "Neo Ekuripusu" (ネオ・エクリプス)                                               | 4 tháng 8 năm 2019   |
| 321 | "Không còn nhìn thấy tình yêu nữa" "Ai wa Mō Mienai" (愛はもう見えない)                        | 11 tháng 8 năm 2019  |
| 322 | "Cánh cổng của lời thề" "Chikai no Tobira" (誓いの扉)                                          | 18 tháng 8 năm 2019  |
| 323 | "Ngọn lửa của rồng hoang dã" "Araburu Ryū no Honō" (荒ぶる竜の炎)                              | 25 tháng 8 năm 2019  |
| 324 | "Khi ngọn lửa tắt" "Honō Kieru Toki" (炎消える時)                                              | 1 tháng 9 năm 2019   |
| 325 | "Phá hủy thế giới" "Sekai Hōkai" (世界崩壊)                                                    | 8 tháng 9 năm 2019   |
| 326 | "Ma thuật của hi vọng" "Kibō no Mahō" (希望の魔法)                                             | 15 tháng 9 năm 2019  |
| 327 | "Những trái tim kết nối" "Tsunagaru Kokoro" (繋がる心)                                         | 22 tháng 9 năm 2019  |
| 328 | "Những đồng đội không thể nào thay thế" "Kakegae no Nai Nakama-tachi" (かけがえのない仲間たち) | 29 tháng 9 năm 2019  |

## Phim điện ảnh
| # | Tựa đề                                                             | Ngày phát hành gốc   |
| - | ------------------------------------------------------------------ | -------------------- |
| 1 | "Gekijōban Fairy Tail: Hōō no Miko" (劇場版 FAIRY TAIL 鳳凰の巫女) | 18 tháng 12 năm 2012 |
| 2 | "Gekijōban Fairy Tail: Dragon Cry" (劇場版 FAIRY TAIL DRAGON CRY)  | 17 tháng 12 năm 2017 |

## OVA
| #        | Tên tập phim | Ngày phát hành       |  |
| -------- | --- | -------------------- |  |
|          | |                      |  |
| 1        | "Chào mừng đến Fairy Hills!" "Yōkoso, Fearī Hiruzu!!" (ようこそ フェアリーヒルズ!!)                                           | 15 tháng 4 năm 2011  |  |
| 2        | "Học viện Fairy: Yankee-kun và Yankee-chan" "Yōsei Gakuen: Yankee-kun to Yankee-chan" (妖精学園 ヤンキーくんとヤンキーちゃん) | 17 tháng 6 năm 2011  |  |
| 3        | "Những ngày hoài niệm" "Memorī Deizu" (メモリーデイズ)                                                                        | 17 tháng 12 năm 2012 |  |
| 4        | "Yōsei-tachi no Gasshuku" (妖精たちの合宿)                                                                                    | 16 tháng 11 năm 2012 |  |
| Phim–OVA | "Hajimari no Asa" (はじまりの朝)                                                                                              | 15 tháng 2 năm 2013  |  |
| 5        | "Dokidoki Ryūzetsu Rando" (ドキドキ・リュウゼツランド)                                                                        | 17 tháng 6 năm 2013  |  |
| 6        | "Fearī Teiru x Reivu" (フェアリーテイル x レイヴ)                                                                             | 16 tháng 8 năm 2013  |  |
| 7        | "Yōsei-tachi no Batsu Gēmu" (妖精たちの罰ゲーム)                                                                              | 20 tháng 5 năm 2016  |  |
| 8        | "Natsu vs. Meibisu" (ナツ vs. メイビス)                                                                                       | 17 tháng 11 năm 2016 |  |
| 9        | "Yōsei-tachi no Kurisumasu" (妖精たちのクリスマス)                                                                            | 16 tháng 12 năm 2016 |  |

## Phát hành

### Nhật Bản
| Box Set       | Ngày phát hành            | Số đĩa | Tập     | Tham khảo |
| ------------- | ------------------------- | ------ | ------- | --------- |
| FAIRY TAIL 1  | ngày 29 tháng 1 năm 2010  | 2      | 1-4     | [ 13 ]    |
| FAIRY TAIL 2  | ngày 26 tháng 2 năm 2010  | 2      | 5-8     | [ 13 ]    |
| FAIRY TAIL 3  | ngày 17 tháng 3 năm 2010  | 2      | 9-12    | [ 13 ]    |
| FAIRY TAIL 4  | ngày 30 tháng 4 năm 2010  | 2      | 13-16   | [ 13 ]    |
| FAIRY TAIL 5  | ngày 28 tháng 5 năm 2010  | 2      | 17-20   | [ 13 ]    |
| FAIRY TAIL 6  | ngày 25 tháng 6 năm 2010  | 2      | 21-24   | [ 13 ]    |
| FAIRY TAIL 7  | ngày 30 tháng 7 năm 2010  | 2      | 25-28   | [ 13 ]    |
| FAIRY TAIL 8  | ngày 27 tháng 8 năm 2010  | 2      | 29-32   | [ 13 ]    |
| FAIRY TAIL 9  | ngày 6 tháng 10 năm 2010  | 2      | 33-36   | [ 13 ]    |
| FAIRY TAIL 10 | ngày 3 tháng 11 năm 2010  | 2      | 37-40   | [ 13 ]    |
| FAIRY TAIL 11 | ngày 1 tháng 12 năm 2010  | 2      | 41-44   | [ 13 ]    |
| FAIRY TAIL 12 | ngày 24 tháng 12 năm 2010 | 2      | 45-48   | [ 13 ]    |
| FAIRY TAIL 13 | ngày 2 tháng 2 năm 2011   | 2      | 49-52   | [ 13 ]    |
| FAIRY TAIL 14 | ngày 2 tháng 3 năm 2011   | 2      | 53-56   | [ 13 ]    |
| FAIRY TAIL 15 | ngày 27 tháng 4 năm 2011  | 2      | 57-60   | [ 13 ]    |
| FAIRY TAIL 16 | ngày 3 tháng 5 năm 2011   | 2      | 61-64   | [ 13 ]    |
| FAIRY TAIL 17 | ngày 1 tháng 6 năm 2011   | 2      | 65-68   | [ 13 ]    |
| FAIRY TAIL 18 | ngày 6 tháng 7 năm 2011   | 2      | 69-72   | [ 13 ]    |
| FAIRY TAIL 19 | ngày 3 tháng 8 năm 2011   | 2      | 73-76   | [ 13 ]    |
| FAIRY TAIL 20 | ngày 7 tháng 9 năm 2011   | 2      | 77-80   | [ 13 ]    |
| FAIRY TAIL 21 | ngày 5 tháng 10 năm 2011  | 2      | 81-84   | [ 13 ]    |
| FAIRY TAIL 22 | ngày 2 tháng 11 năm 2011  | 2      | 85-88   | [ 13 ]    |
| FAIRY TAIL 23 | ngày 7 tháng 12 năm 2011  | 2      | 89-92   | [ 13 ]    |
| FAIRY TAIL 24 | ngày 6 tháng 1 năm 2012   | 2      | 93-96   | [ 13 ]    |
| FAIRY TAIL 25 | ngày 1 tháng 2 năm 2012   | 2      | 97-100  | [ 13 ]    |
| FAIRY TAIL 26 | ngày 7 tháng 3 năm 2012   | 2      | 101-104 | [ 13 ]    |
| FAIRY TAIL 27 | ngày 4 tháng 4 năm 2012   | 2      | 105-108 | [ 13 ]    |
| FAIRY TAIL 28 | ngày 2 tháng 5 năm 2012   | 2      | 109-112 | [ 13 ]    |
| FAIRY TAIL 29 | ngày 6 tháng 6 năm 2012   | 2      | 113-116 | [ 13 ]    |
| FAIRY TAIL 30 | ngày 4 tháng 7 năm 2012   | 2      | 117-120 | [ 13 ]    |
| FAIRY TAIL 31 | ngày 1 tháng 8 năm 2012   | 2      | 121-124 | [ 13 ]    |
| FAIRY TAIL 32 | ngày 5 tháng 9 năm 2012   | 2      | 125-128 | [ 13 ]    |
| FAIRY TAIL 33 | ngày 3 tháng 10 năm 2012  | 2      | 129-132 | [ 13 ]    |
| FAIRY TAIL 34 | ngày 7 tháng 11 năm 2012  | 2      | 133-136 | [ 13 ]    |
| FAIRY TAIL 35 | ngày 5 tháng 12 năm 2012  | 2      | 137-140 | [ 13 ]    |
| FAIRY TAIL 36 | ngày 9 tháng 1 năm 2013   | 2      | 141-144 | [ 13 ]    |
| FAIRY TAIL 37 | ngày 7 tháng 2 năm 2013   | 2      | 145-148 | [ 13 ]    |
| FAIRY TAIL 38 | ngày 6 tháng 3 năm 2013   | 2      | 149-152 | [ 13 ]    |

### Tiếng Anh
| Box Set | Ngày phát hành            | Số đĩa | Tập   | Tham khả9 |
| ------- | ------------------------- | ------ | ----- | --------- |
| Phần 1  | ngày 22 tháng 11 năm 2011 | 4      | 1-12  | [ 14 ]    |
| Phần 2  | ngày 27 tháng 12 năm 2011 | 4      | 13-24 | [ 15 ]    |
| Phần 3  | ngày 31 tháng 1 năm 2012  | 4      | 25-36 | [ 16 ]    |
| Phần 4  | ngày 20 tháng 3 năm 2012  | 4      | 37-48 | [ 17 ]    |